# Mouriri vernicosa
Mouriri vernicosa är en tvåhjärtbladig växtart som beskrevs av Charles Victor Naudin. Mouriri vernicosa ingår i släktet Mouriri och familjen Melastomataceae.
Artens utbredningsområde är Franska Guyana. Inga underarter finns listade i Catalogue of Life.